# Водостај
Водостај одређеног места на водотоку представља ниво воде од произвољно одабране тачке на месту мерења. Тачка од које се мери водостај одређује се емпиријски и означава се као нулта тачка. Водостаји изнад те тачке представљају позитивне вредности и исказују се у центиметрима, а водостаји нижи од нулте тачке исказују се као негативне вредности, такође у центиметрима. Водостаји су, дакле, релативна величина.
Са саобраћајног становишта водостаји су битни због два разлога:
1. одређивања дубине пловног пута
2. одређивања висине слободног профила испод мостова[1]

## Одређивање дубина
Одређивање дубине је врло важан поступак и представља специфичност речне навигације. Због осцилација водостаја и хидролошких промена које се огледају као промене брзине струјања воде, повећање или смањење протока, дубине је тешко предвидети. Међутим, настоји се утврдити прихватљиви модел по којем би било могуће прогнозирати водостај за неколико дана унапред.
За уцртавање изобата на навигационој карти која се користи за пловидбу унутрашњим водним путевима потребно је, претходно, извршити хидрографска мерења на начин да се утврди апсолутна кота мерних тачака у односу на морски ниво за читав пресек пловног пута. Апсолутну коту потребно је утврдити и за нулте тачке водостаја, односно за места на којима се мери водостај. Додавањем или одузимањем измерене величине водостаја на апсолутну коту добије се кота високе воде, односно кота ниске воде у односу на морску ниво што су подаци који су потребни за утврђивање ниског пловног водостаја, односно високог пловног водостаја, величина које се узимају као референтне за навигационе карте. Одређивање дубина и прогностички поступци водостаја важни су не само због безбедности пловидбе већ и због експлоатације пловила.

## Инструменти за мерење водостаја
Водостај се одређује посматрањем нивоа воде на водомерима. Постоји више типова водомера. Најчешћи су они у облику вертикалне градуиране летве. Она се причвршћује уз доњу страну стубова мостова (јер се ту најмање излаже оштећењима од удара ледених санти, брвана и пањева) или уз колце забијене у корито реке. Водомере треба тако поставити да осматрач може без тешкоћа да види ниво воде према скали водомера. Сама скала се састоји од црно-белих или црвено-белих пруга, које су широке по 2 cm. Дуж леве половине летве наносе се парни, а дуж десне непарни децимали.
Сем водомера у облику летве, постоје још вишеделни, степеничасти и коси водомер. Вертикални, степеничасти и коси водомер се појављују на рекама и језерима са мањим колебањима нивоа воде. Вишеделни водомер се користи најчешће на рекама понорницама и у периодски плављеним крашким пољима, на којима су вертикална колебања нивоа воде велика и где се обалска линија помера на знатна хоризонтална растојања, што би отежало осматрање водостаја. Вишеделни водомери се користе и на рекама које плаве своје широке полоје, па се на тај начин утврђује висина водостаја у време поплава. По правилу, то је на секторима реке са ниским полојима, широким више стотина метара и у крају где преко реке нема моста (јер би у том случају уз стуб моста могао да се постави вертикалан водомер са дугачком летвом).

### Лимниграф
За прецизнија мерења водостаја користе се лимниграфи. То су апарати који аутоматски уписују сваку промену водостаја на хартији намотаној око ваљка, покретног часовним механизмом.
Сваки тип лимниграфа се састоји из два основна дела. Први сачињава пловак постављен у вертикалној цеви, у којој се мења ниво воде по закону о спојеним судовима (она је у вези са другом цеви постављеној у реци), а други уређај за регистровање промене водостаја. При промени нивоа воде мења се висина пловка. Он преко танке жице окреће ваљак, око којег је омотана трака од хартије (са уцртаном скалом). Сатни механизам, који се покреће тегом, помера клизач дуж ваљка. За рам клизача учвршћује се перо са хемијским мастилом, које у одговарајућој размери бележи колебања нивоа воде (неки са тачношћу до ± 1 mm) и који ради непрекидно 32 дана, после чега треба на ваљак поставити нову траку. У крајевима са залеђивањем воде у току зиме у вертикалну цев са пловком сипа се уље или нафта, па лимниграф функционише у условима колебања температуре ваздуха од -25 до +45 °C.

## Водомерна мрежа
Сви водомери на рекама и језерима у нашој земљи сачињавају нашу водомерну мрежу. Неки имају искључиво локални значај и нередовна осматрања водостаја. На већини водомера осматрања су редовна и забележени дневни нивои водостаја уносе се у Хидролошке годишњаке, које објављује Републички хидрометеоролошки завод. Подаци се односе на мерење нивоа воде у 7 часова и 30 минута (уколико није назначено друго време).
Водостај забележен одређеног дана у 7 часова и 30 минута назива се дневни водостај тог дана. На основу дневних водостаја добија се месечни водостај ако се збир дневних водостаја подели са бројем дана у месецу. Годишњи водостај се добија поделом збира висина месечних водостаја са 12 тј. бројем месеци у години. 
Дневни, месечни и годишњи водостаји не дају објективну слику о водостању неког тока, јер следеће године оно може бити другачије. Због тога се користе њихове средње и екстремне величине. При томе, период осматрања водостаја не би смео да буде краћи од 10 година, обзиром на то да је реч о најкраћем раздобљу у току којег се мање или више испоље главне особине водостања реке и језера. У те сврхе проучавају се средњи дневни водостај - просечне висине за сваки дан у години уа сав посматрани период, средњи месечни водостај - просечне месечне висине водостаја целог периода и средњи годишњи водостаји - просечне висине годишњих водостаја целог периода посматрања.
Посматрањем података о забележеним дневним водостајима у току године лако се утврђује датум када је он био најнижи, а када највиши. Разлике између највишег и најнижег водостаја у току године назива се годишња амплитуда водостаја.
У вишегодишњем периоду разликују се исто тако средњи најнижи и средњи највиши водостаји, односно просечне амплитуде водостаја. За практичне потребе веома је важно знати још и апсолутно најнижи и апсолутно највиши водостај датог периода, односно екстремне водостаје. Њихове разлика у метрима представља амплитуду екстремних водостаја (скраћено АЕВ).
Поменути водостаји називају се карактеристичне водостаји, јер дају основне карактеристике колебања нивоа воде у некој реци или језеру. они се најчешће пишу скраћеницама:
- СВ - средњи дневни, месечни или годишњи водостај
- ВВ - највиши дневни водостаји у посматраном периоду
- НВ - најнижи дневни водостаји у посматраном
- СББ - средњи високи водостај (аритметичка средина ВВ датог периода)
- СНВ - средњи ниски водостај (аритметичка средина НВ датог периода)
- ВВВ - врло високи водостај - максимални забележени водостај
- ННВ - најнижи ниски водостај - минимални забележени водостај у току целог посматраног периода или од када ради водомер

У случају када је период осматрања дужи од 20 година, онда је уобичајено да се средњи водостаји називају нормални водостај јер мање или више дају стварну слику водостања.